# 血色童話
《血色童話》（瑞典語：Låt den rätte komma in）是一本於2004年出版的吸血鬼奇幻小說，作者是瑞典小說家約翰·傑維德·倫德維斯特（John Ajvide Lindqvist），故事講述一個12歲的小男孩奧斯卡（Oskar）和一個200歲的吸血鬼小孩伊萊（Eli）之間的情誼。
故事发生在1980年代的布雷奇堡（Blackeberg，位於斯德哥爾摩市郊，也是作者的故鄉），故事著重在人性黑暗面的描寫，例如校園欺凌、毒品、偷竊、戀童、賣淫和謀殺。
這本書在瑞典為暢銷書，並被翻譯為丹麥文、德文、俄文、英文和中文，並已被改編成同名電影，導演為托马斯·阿尔弗雷德森，於2008年上映，為2008年金馬國際影展的參展影片，其後再被重新翻拍成英文版，由《科洛弗档案》的導演麥特·李維斯執導，2010年10月1日於美國上映。

## 故事
沒人注意到這對入住布雷奇堡小鎮的詭異父女。那年是一九八一年秋天，郊區小鎮的生活一如往昔。醉漢在中國餐館裡遊晃，警察忙著掃毒，母親在超市工作，大家都哼著當今最流行的歌曲。然而，隔壁小鎮華倫拜突然出現一具血液乾涸的青少年屍體，流言開始紛傳：小鎮出現了殺人獻祭的可怕事情。沒人知道到底是怎麼一回事。十二歲的奧斯卡希望這場屠殺能持續下去，尤其最好降臨在那些日復一日欺凌他的同學。
奧斯卡對這些謀殺案異常的著迷，幻想著自己化身為新聞報導上的殺人魔，拿著刀毫不留情的朝那些校園惡霸身上猛刺。但有一天，他的生活起了變化。隔壁搬進了一名女孩，這女孩從沒見過魔術方塊，但卻能一次就解出答案。依萊有著細緻的五官，皮膚質感猶如絲綢，與奧斯卡同年，講話口氣卻很老成；在寒冷的冬天，身上只穿著一件薄薄的粉紅色線衫，還不時散發出腐敗似的臭味。依萊有個祕密，她的靈魂永遠凍結在孩童的身軀內，還必須靠嗜血來維生。奧斯卡和依萊，都是受害者，雖然受害方式不盡相同。正因如此，他們出乎意料地，成了好朋友。也因此，他們相依相守，為了活命。
這是一本發生在瑞典郊區小鎮的吸血鬼小說，揉合了愛、報復、血腥，還有寂寞的本質，將吸血鬼的獠牙戳進前所未有的領域。作者在全書中營造的陰鬱寂涼的氛圍，令人歎為觀止，讀來時而悲傷鼻酸，時而心驚膽跳，事後更是回味不已。與其說《血色童話》是一本恐怖小說，不如說它是一本以鬼魅和血腥包裝的純愛小說。

## 主要角色
- 奧斯卡：12岁的男主角，经常受同学欺负的少年
- 伊萊：外表是个12岁的女孩，其实是个两百岁的吸血鬼，原来是个男孩，其生殖器被切除
- 哈坎：恋童癖者，帮助Eli采集血液的人
- 湯米：奧斯卡的邻居和朋友，反叛少年
- 拉克：当地的嗜酒者
- 維吉妮亞：离婚的妇女，与拉克有複雜的关系
- 伊冯娜：湯米的妈妈
- 史塔凡：警察，伊冯娜的新男朋友
- 強尼：常欺负奧斯卡的学生
- 吉米：強尼的哥哥，虐待狂
- 摩根：約克、賴瑞、戈斯塔和拉克的朋友

## 得獎記錄
- 2005年獲選為挪威的最佳小說獎；入選瑞典電台文學獎
- 2008年獲「拉格洛夫文學獎」（Selma Lagerl?f Prize for Literature）[2]